# Électricité (Man Ray)
Électricité is een fotoserie van de Frans-Amerikaanse fotograaf Man Ray uit 1931. De serie bestaat uit tien rayographs, die het gebruik van verschillende elektrische apparaten weergeven, en is gemaakt in opdracht van Compagnie Parisienne de Distribution d'Électricité (CPDE), een Franse electriciteitsmaatschappij uit die tijd. De foto's waren bedoeld voor de promotie van het huishoudelijk gebruik van elektriciteit. In die tijd waren huishoudens vaak nog afhankelijk van gas, hout of kolen. De afbeeldingen werden gecreëerd door de apparaten direct op lichtgevoelig papier te plaatsen en deze bloot te stellen aan elektrisch licht. Tevens voegde Man Ray een vijftal eigen afbeeldingen toe, waaronder vrouwelijk naakt, de maan en een geroosterde kip. Oorspronkelijk kende de serie een oplage van vijfhonderd en werd door de CPDE verspreid onder managers en speciale klanten. Électricité kan worden beschouwd als een succesvolle uiting en samenvoeging van zowel reclame als kunst. 
Tegenwoordig bevinden foto's uit de serie zich in verschillende museumcollecties waaronder het Metropolitan Museum of Art, het Victoria and Albert Museum en het Rijksmuseum